# Olszyny (gromada w powiecie łomżyńskim)
Olszyny – dawna gromada, czyli najmniejsza jednostka podziału terytorialnego Polskiej Rzeczypospolitej Ludowej w latach 1954–1972.
Gromady, z gromadzkimi radami narodowymi (GRN) jako organami władzy najniższego stopnia na wsi, funkcjonowały od reformy reorganizującej administrację wiejską przeprowadzonej jesienią 1954 do momentu ich zniesienia z dniem 1 stycznia 1973, tym samym wypierając organizację gminną w latach 1954–1972.
Gromadę Olszyny z siedzibą GRN w Olszynach utworzono – jako jedną z 8759 gromad – w powiecie łomżyńskim w woj. białostockim, na mocy uchwały nr 18/V WRN w Białymstoku z dnia 4 października 1954. W skład jednostki weszły obszary dotychczasowych gromad Olszyny, Olszyny Parcele, Wyłudzin, Guty, Kałęczyn, Mieczysławowo Choszczewo i Taraskowo ze zniesionej gminy Drozdowo w tymże powiecie. Dla gromady ustalono 13 członków gromadzkiej rady narodowej.
31 grudnia 1959 gromadę Olszyny zniesiono włączając jej obszar do gromad Bożejewo Stare (wsie Olszyny, Olszyny-Parcele i Taraskowo) i Jeziorko (wsie Mieczysławowo-Choszczewo, Kałęczyn, Guty i Wyłudzin).